# Duygu Asena
Duygu Asena (ur. 19 kwietnia 1946 w Stambule w Turcji, zm. 30 lipca 2006 tamże) – turecka dziennikarka, pisarka, aktorka i działaczka praw kobiet.

## Życiorys
Jej dziadek był sekretarzem Mustafy Kemala Atatürka. Po ukończeniu prywatnej szkoły dla dziewcząt w Kadıköy studiowała na Uniwersytecie Stambulskim, gdzie uzyskała dyplom z pedagogiki. Następnie dwa lata pracowała w klinice dla dzieci w szpitalu Haseki i na uniwersytecie jako pedagog.
Rozpoczęła pisanie w 1972 od felietonów w gazecie Hürriyet. W latach 1976–1978 pracowała jako copywriter w agencji reklamowej. W 1978 objęła funkcję redaktor naczelnej w wydawnictwie, gdzie była odpowiedzialna za stworzenie wielu magazynów dla kobiet, w tym Kadınca, Onyedi, Ev Kadını, Bella, Kim, Negatif. W latach 80. XX wieku stała się liderką ruchu praw kobiet w Turcji, pisząc o małżeństwie, nierówności i przemocy wobec kobiet.
Jej pierwsza książka, Kadının Adı Yok („Kobieta nie ma imienia”), ostro krytykująca ucisk kobiet i małżeństwa bez miłości, została wydana w 1987 i szybko stała się bestsellerem. W 1998 została zakazana przez władze jako wulgarna, niebezpieczna dla dzieci i podważająca instytucję małżeństwa. Po dwóch latach procesów sądowych zakaz uchylono. W 1988 książkę zekranizował Atıf Yılmaz. Jej druga książka Aslında Aşk da Yok, będąca kontynuacją pierwszej, również stała się bestsellerem.
W latach 1992–1997 prowadziła program w państwowej telewizji TRT 2. Publikowała w dziennikach Milliyet, Cumhuriyet i Yarın.
Zagrała w trzech filmach: Umut Yarıda Kaldı, Yarın Cumartesi i Bay E
Zmarła na guza mózgu w amerykańskim szpitalu w Stambule. Została pochowana na cmentarzu Zincirlikuyu.

## Książki
- Kadının Adı Yok (1987)
- Aslında Aşk da Yok (1989)
- Kahramanlar Hep Erkek (1992)
- Değişen Bir Şey Yok (1994)
- Aynada Aşk Vardı (1997)
- Aslında Özgürsün (2001)
- Aşk Gidiyorum Demez (2003)
- Paramparça (2004)